# Euroleague Legend Award
L'Euroleague Legend Award è un premio conferito dalla Euroleague Basketball ai giocatori europei che si sono distinti quali giocatori di assoluta eccellenza durante la loro carriera.
Sia i giocatori che gli allenatori possono ricevere questo titolo sia nel caso siano ancora in attività che nel caso si siano già ritirati. Tutti i giocatori e gli allenatori che hanno giocato od allenato in Euroleague possono essere insigniti di questo premio. Attualmente solo nove giocatori ed un allenatore hanno ricevuto il premio di Euroleague Legend.

## Vincitori

### Giocatori

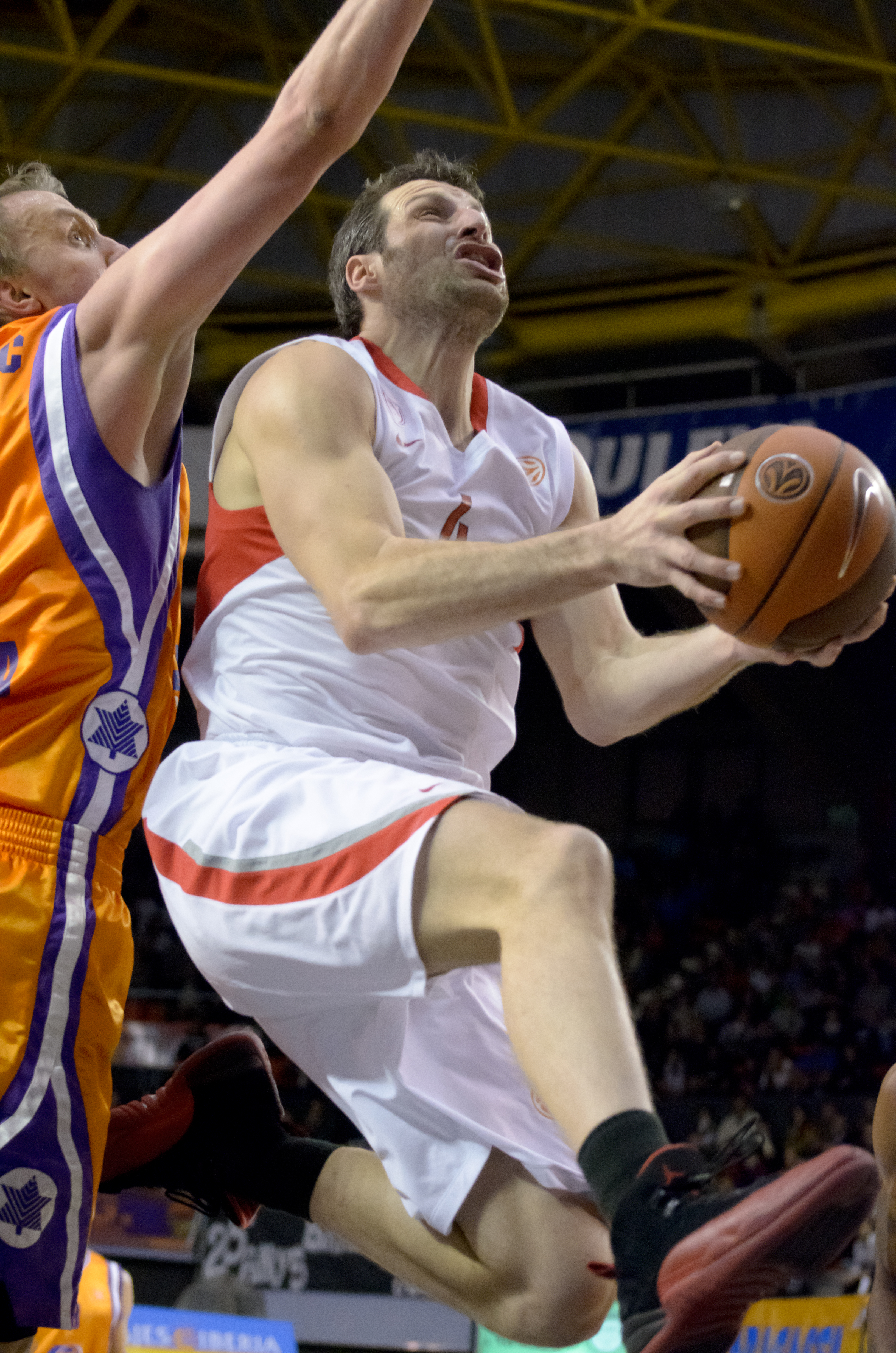
Theodōros Papaloukas al tiro con la maglia dell'Olympiakos.

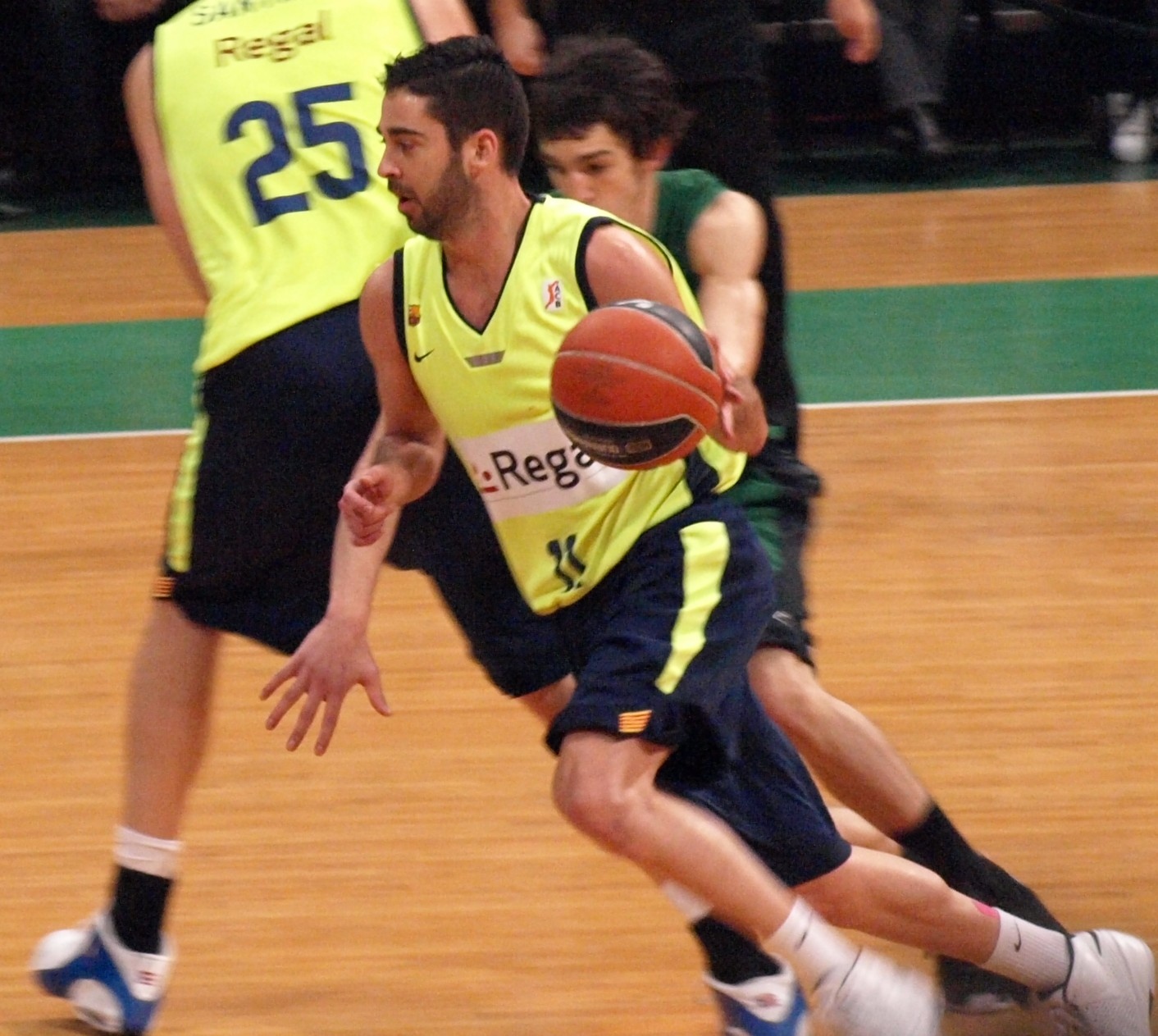
Juan Carlos Navarro con la maglia del Barcelona nel 2009.

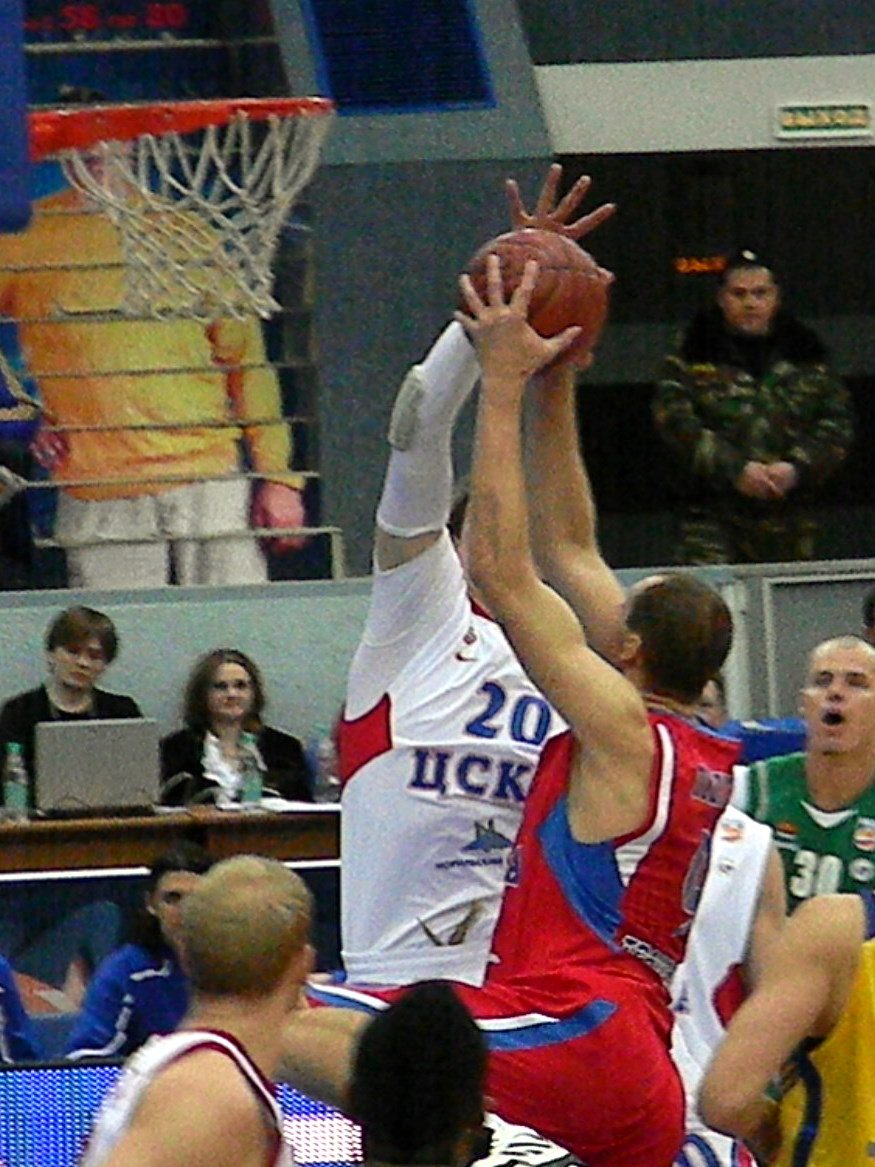
Ramūnas Šiškauskas con la maglia rossa, impegnato nell'All-Star Game della PBL.

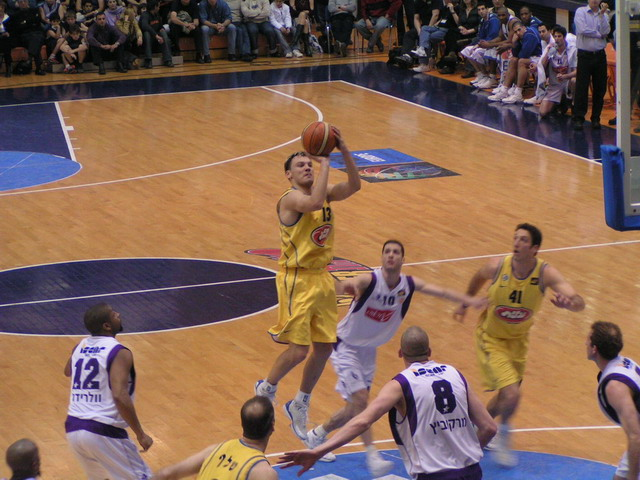
Šarūnas Jasikevičius con la divisa del Maccabi nel 2003.

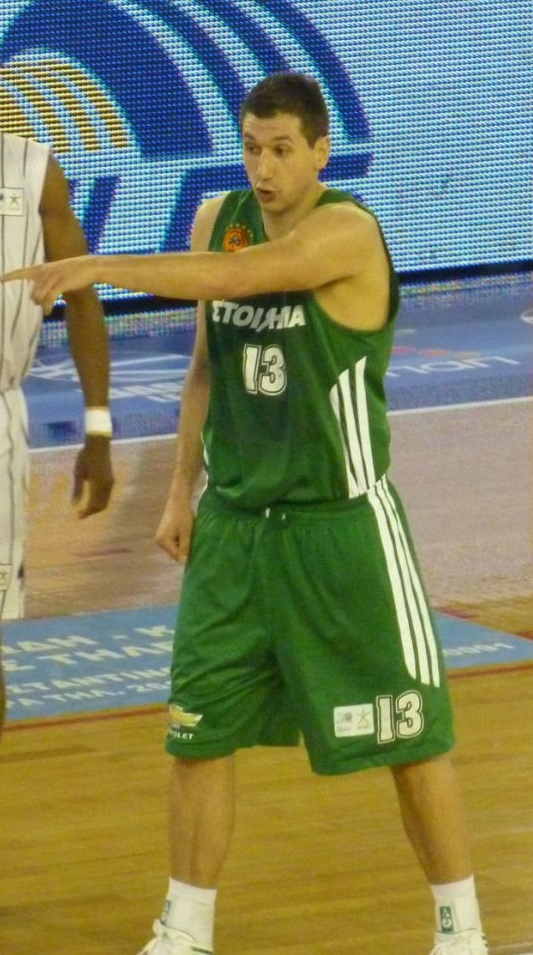
Dīmītrīs Diamantidīs con la maglia del Panathinaikos nel 2013.

| Giocatori            | Ruolo | Carriera  | Data inserimento | Note  |
| -------------------- | ----- | --------- | ---------------- | ----- |
| Theodōros Papaloukas | P     | 1995-2013 | 12 dicembre 2013 | [ 1 ] |
| Juan Carlos Navarro  | G     | 1997-2018 | 14 marzo 2014    | [ 2 ] |
| Ramūnas Šiškauskas   | G     | 1996-2012 | 16 maggio 2014   | [ 3 ] |
| Šarūnas Jasikevičius | P     | 1998-2014 | 12 febbraio 2015 | [ 4 ] |
| Dīmītrīs Diamantidīs | P     | 1999-2016 | 1 aprile 2016    | [ 5 ] |
| Mirsad Türkcan       | AG    | 1994-2012 | 19 maggio 2017   | [ 6 ] |
| Felipe Reyes         | AG    | 1999-2021 | 19 febbraio 2022 | [ 7 ] |
| Vasilīs Spanoulīs    | G     | 1999-2021 | 20 aprile 2022   | [ 8 ] |
| Nikola Vujčić        | C     | 1995-2013 | 5 dicembre 2022  | [ 9 ] |

#### Principali risultati in Euroleague
| EuroLeague Legend    | Migliori risultati in EuroLeague |
| -------------------- | --- |
| Theodōros Papaloukas | 2× Vincitore della Euroleague Basketball: (2006, 2008) 4× All-EuroLeague Team: (2006–2009) Euroleague MVP: (2007) Euroleague Final Four MVP: (2006) 50 contributori più importanti della storia dell'Eurolega: (2008) Euroleague All-Decade Team: (2010) Top scorer delle Euroleague Finals: (2007) 1× MVP del mese 1× Miglior giocatore della giornata                                                     |
| Juan Carlos Navarro  | 2× Vincitore della Euroleague Basketball: (2003, 2010) 7× All-EuroLeague Team: (2006, 2007, 2009–2013) Euroleague MVP: (2009) Euroleague Final Four MVP: (2010) Euroleague All-Decade Team: (2010), (2020) 3× MVP del mese 3× Miglior giocatore della giornata Miglior realizzatore da 3 punti in Euroleague                                                                                                |
| Ramūnas Šiškauskas   | 2× Vincitore della Euroleague Basketball: (2007, 2008) 4× All-EuroLeague Team (2007–2010) Euroleague MVP: (2008) Euroleague All-Decade Team: (2010) 2× MVP del mese 3× Miglior giocatore della giornata |
| Šarūnas Jasikevičius | 4× Vincitore della Euroleague Basketball: (2003–2005, 2009) 2× All-EuroLeague Team: (2004, 2005) Euroleague Final Four MVP: (2005) 50 contributori più importanti della storia dell'Eurolega: (2008) Euroleague All-Decade Team: (2010) 2× Miglior giocatore della giornata |
| Dīmītrīs Diamantidīs | 3× Vincitore della Euroleague Basketball: (2007, 2009, 2011) 4× All-EuroLeague Team: (2007, 2011–2013) Euroleague MVP: (2011) 2× Euroleague Final Four MVP: (2007, 2011) 6× EuroLeague Best Defender: (2005–2009, 2011) Euroleague All-Decade Team: (2010), (2020) 2× MVP del mese 5× Miglior giocatore della giornata 2× Miglior assistman della stagione: (2011, 2014) Miglior ruba palloni in Euroleague |
| Mirsad Türkcan       | 3× All-EuroLeague Team: (2002–2004) EuroLeague Regular Season MVP: (2002) EuroLeague Top 16 MVP: (2003) 10× Miglior giocatore della giornata Miglior rimbalzista della stagione: (2002, 2003, 2006, 2009, 2011) |
| Felipe Reyes         | 2× Vincitore della Euroleague Basketball: (2015, 2018) 1× All-EuroLeague Team: (2015) 4× Miglior giocatore della giornata |
| Vasilīs Spanoulīs    | 3× Vincitore della Euroleague Basketball: (2009, 2012, 2013) Euroleague MVP: (2013) 3× Euroleague Final Four MVP: (2009, 2012, 2013) 8× All-EuroLeague Team: (2006, 2009, 2011–2015, 2018) Euroleague All-Decade Team: (2010), (2020) 3× MVP del mese 8× Miglior giocatore della giornata Miglior marcatore delle Final Four nel 2013 Leader in punti segnati nella storia dell'Eurolega                    |
| Nikola Vujčić        | 2× Vincitore della Euroleague Basketball: (2004, 2005) 5× All-EuroLeague Team: (2003-2007) Euroleague All-Decade Team: (2010) 4× Miglior giocatore della giornata |

### Allenatori
| Allenatori    | Carriera  | Data inserimento  | Note   | Migliori risultati in Euroleague |
| ------------- | --------- | ----------------- | ------ | --- |
| Dušan Ivković | 1978-2016 | 20 settembre 2017 | [ 10 ] | 2× Vincitore della Euroleague: (1997, 2012) EuroLeague Coach of the Year: (2012) 50 contributori più importanti della storia dell'Eurolega: (2008) |